# Verticale migratie

Animatie van verticale migratie door NASA

Verticale migratie is de verplaatsing in verticale richting, waar in het bijzonder de dagelijks op en neer gaande beweging van het zoöplankton onder wordt verstaan. Het plankton migreert 's nachts massaal naar het wateroppervlak, wat resulteert in vier keer zo veel zeeleven in de lichtzone. Bij zonsopkomst verdwijnt het zoöplankton weer in de diepte. Vermoedelijk is dit de manier van overleven voor het plankton. Bij veel licht is het plankton een makkelijkere prooi voor predatoren (jagers) terwijl in het donker het wat minder kwetsbaar is. Aan het wateroppervlak gekomen eten de zeediertjes algen en ander fytoplankton, die groeien in het zonlicht. Plankton kan goed op verschillende dieptes leven; in de open oceaan leeft het dieper dan vlak aan de kust.
In 2007 werd aangetoond dat ook diepzeeplankton verticale beweging vertoont, op een diepte waar geen zonlicht meer doordringt. Haring en makreel vertonen ook herkenbare verticale migratie, doordat zij de verplaatsing van plankton volgen om erop te jagen. Ook diepzeevissen komen elk etmaal omhoog om te eten, en zwemmen vervolgens, ondanks het drukverschil, weer naar beneden.
De aanduiding verticale migratie wordt ook gebruikt voor andere verplaatsingen. Een voorbeeld hiervan is voor berggeiten, die zich in de zomer naar boven de boomgrens verplaatsen, en in de herfst, tijdens de bronsttijd, weer terugkeren. De term wordt ook gebruikt voor de migratie van (vooral) koper in de bodem.